# Unión Comunista Libertaria (francófona)
La Unión Comunista Libertaria (Union communiste libertaire en francés) es una organización anarcocomunista francófona, nacida en 2019 de la fusión de Alternative Libertaire y la Coordination des groupes anarchistes (CGA). Está presente en Francia, Suiza y Bélgica.
La nueva organización defiende una " proyecto social basado en la democracia directa, la autogestión y el federalismo », como escribió la prensa en su momento.

## Histórico
Alternative libertaire (AL), sucesora de la Union des travailleurs communistes libertaires, fundada en 1991, y la Coordination des groupes anarchistes (CGA), una escisión de la Fédération anarchiste fundada en 2002, son dos organizaciones anarquistas que afirman ser sindicalistas de acción directa y comunistas libertarios.
Del 8 al 10 de junio de 2019 se organizó el congreso fundador de la UCL. La nueva organización se construye sobre la adhesión al Manifeste de l'Union communiste libertaire.
La UCL reivindica entonces la existencia 500 militants organizados en 40 groupes en Francia. Publica la revista mensual Alternative libertaire y exhibe los colores rojo y negro del anarcocomunismo 

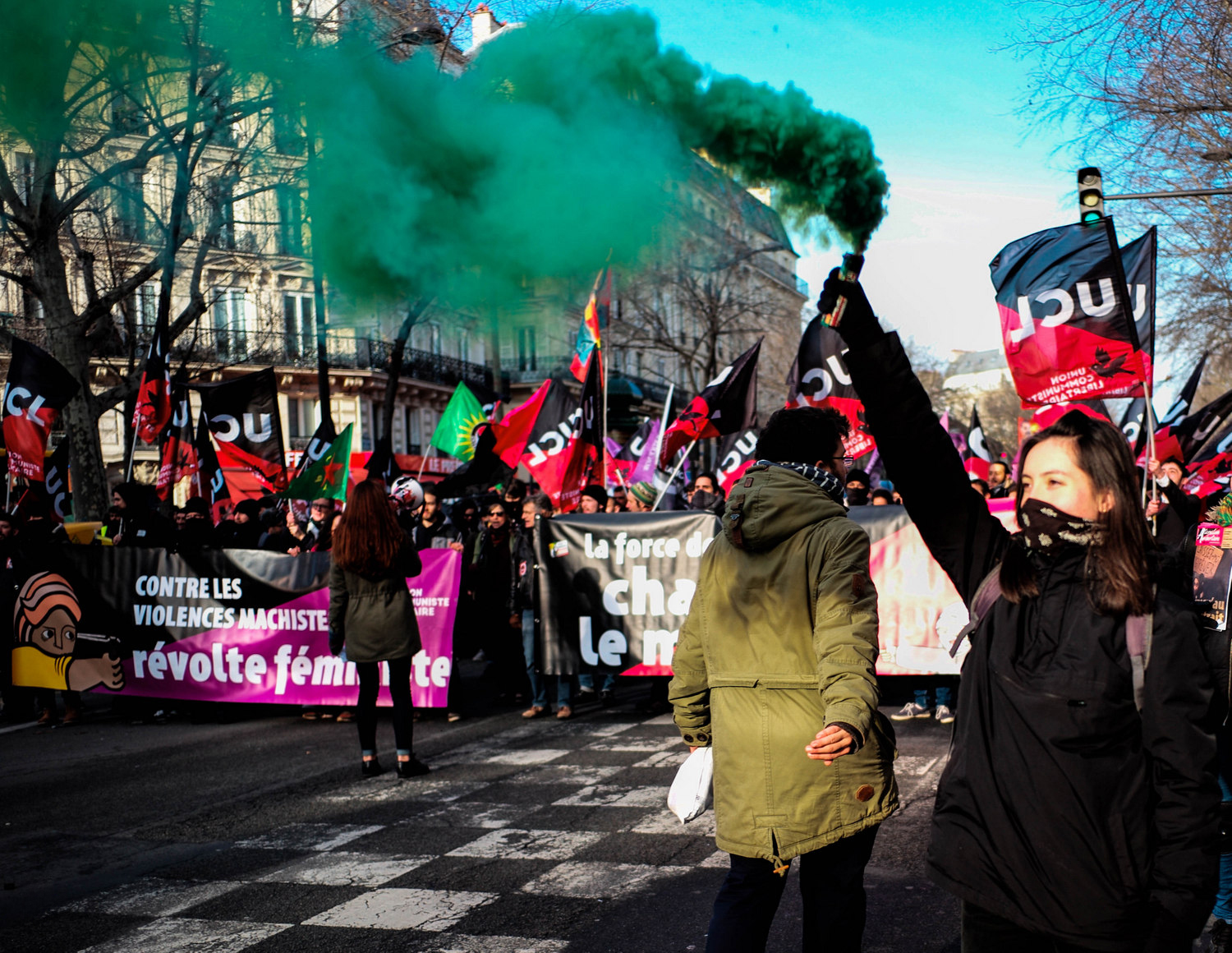
Procesión de la UCL en la manifestación de la izquierda kurda, el 11 de enero de 2020 en París.

## Principios ideológicos

### Influencia y legado
La UCL reivindica varias inspiraciones históricas :
- La Comuna de París de 1871.
- La Internacional antiautoritaria con Bakunin y Malatesta entre otros.
- La CGT de 1895 a 1914 con el sindicalismo revolucionario.
- La Makhnovtchina y la Plataforma Organizativa de la Unión General de Anarquistas de Arshinov.
- Aragón y Cataluña de 1936 a 1937 con la CNT y su análisis por el grupo de amigos de Durruti.
- El especificismo sudamericano.
- La Fédération communiste libertaire (1953-1957) en Friancia.
- Chiapas desde 1994 con el Ejército Zapatista de Liberación Nacional .
- Rojava desde 2012[4] y la práctica del confederalismo democrático.

### Estrategia revolucionaria
La UCL ha adoptado una estrategia revolucionaria en su manifiesto. : " contrapoder, poder dual y rupturas revolucionarias ".
- Primero, construye " contrapoderes » en toda la sociedad.[5]
- En segundo lugar, impulsar la creación de una " doble poder "donde los contrapoderes se desbordan hacia el poder capitalista y el poder estatal.[5]
- Para establecer finalmente el “ poder popular ", horizontal y autogestionado basado, tanto en el plano económico como político, que sustituye al poder estatal.[5]

Para alcanzar estos objetivos, la UCL aboga por una acción militante que no se sitúe " Ni en el terreno electoral ni a nivel institucional ».
Los activistas de la UCL están involucrados principalmente en luchas anticapitalista, antifascista, feminista, antirracista, pro derechos LGBTI, anticapacitista y ecologista, por " Construyendo poder popular en la autogestión de las luchas ».
Entre estos contrapoderes emergentes, los sindicatos ocupan un lugar importante. Sus activistas generalmente actúan en la Confederación General del Trabajo y el Sindicato Solidaires y, más marginalmente, en la Confederación Campesina. También se encuentran en asociaciones de lucha, como por la Planificación Familiar.

### Red internacional
La UCL es miembro, desde su creación, de la red internacional Anarkismo, que se proclama a la vez plataformista y especificista.

### Artículos relacionados
- Lista de partidos y movimientos políticos franceses
- Lista de organizaciones anarquistas
- El anarquismo en Francia
- Alternative libertaire